# Courtney B. Vance
Courtney Bernard Vance (Detroit, 1960. március 12. –) Tony- és kétszeres Emmy-díjas amerikai színész.
Feltűnt a Hamburger Hill és a Vadászat a Vörös Októberre című filmekben. Az Esküdt ellenségek: Bűnös szándék televíziós sorozatban Ron Carver kerületi ügyészhelyettesként szerepelt, az American Crime Story: Az O. J. Simpson-ügy-ben Johnnie Cochrant alakította. Az utóbbiért elnyerte a legjobb férfi főszereplőnek járó Primetime Emmy-díjat. 2010 és 2011 között főszereplője lett a TNT A főnök című sorozatának, mint Tommy Delk.
2013-ban Tony-díjat nyert legjobb férfi főszereplő (színdarab) kategóriában, a Lucky Guy-ban alakított szerepéért.

## Fiatalkora
1960. március 12-én született Detroitban, Michigan államban, Leslie Anita (Daniels) könyvtáros és Conroy Vance élelmiszer-üzletvezető és adminisztrátor fiaként. A Detroit Country Day Iskolába járt, majd később a Harvard Egyetemen diplomát szerzett Bachelor of Arts fokozaton. Míg a Harvardra járt, Vance már színészként dolgozott a Boston Shakespeare Company-ban. Később Master of Fine Arts fokozatot szerzett a Yale Drámaiskolában, ahol diáktársával, jövőbeli feleségével,  Angela Bassett-tel találkozott.

## Magánélete

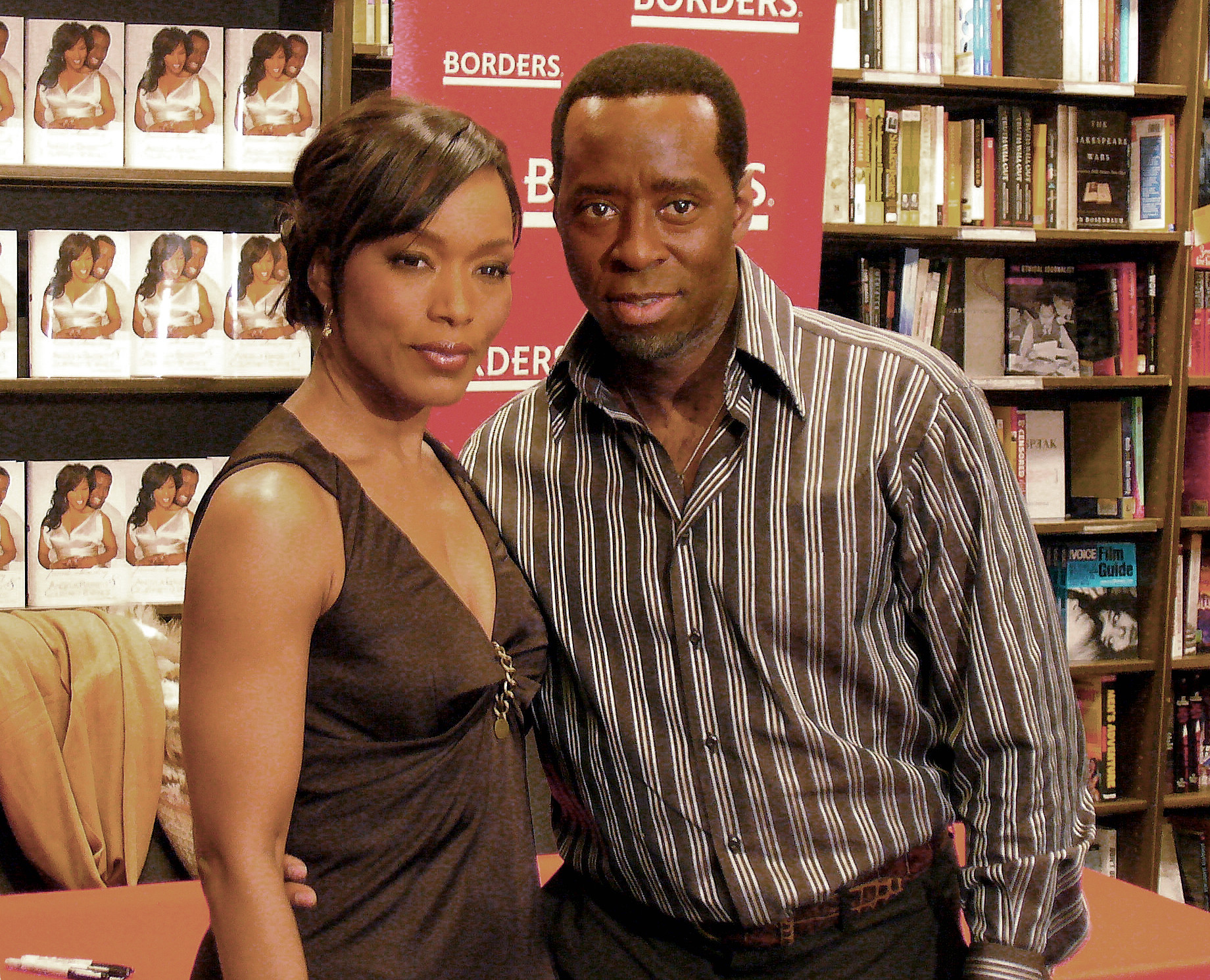
Vance a feleségével, Angela Bassett-tel

Vance felesége Angela Bassett, akivel először 1980-ban találkozott. Ikergyerekeik születtek, fia, Slater Josiah Vance, és lánya, Bronwyn Golden Vance; az ikrek 2006. január 27-én születtek. Ő és Bassett Hilary Beard-dal együtt életrajzi könyvet írtak Friends: A Love Story címmel. Mindketten részt szoktak venni az Epcot-on, a Candlelight Processional éves karácsonyi ünnepségén. A család Los Angelesben él.
Vance a The Actors Center igazgatóságának tagja New York Cityben, és aktív támogatója a Boys & Girls Clubs of America-nak. Vance a Detroit Boys & Girls Club diákja volt, és  bekerült a Boys & Girls Clubs of America Hírességek Csarnokába.
A Finding Your Roots című PBS programban Vance rájött, hogy az apja házasságon kívül született, egy Victoria Ardella Vance nevű, 17 éves nőtől.

## Filmográfia

### Film
| Év   | Magyar cím                      | Eredeti cím                 | Szerep                  | Magyar hang    | Rendező                   |
| ---- | ------------------------------- | --------------------------- | ----------------------- | -------------- | ------------------------- |
| 1987 | Hamburger Hill                  | Hamburger Hill              | Abraham 'Doki' Johnson  | Kassai Károly  | John Irvin                |
| 1990 | Vadászat a Vörös Októberre      | The Hunt for Red October    | Jones tengerész         | Lux Ádám       | John McTiernan            |
| 1993 | Huck Finn kalandjai             | The Adventures of Huck Finn | Jim                     | Csuja Imre     | Stephen Sommers           |
| 1993 | A pokol angyala                 | Beyond the Law              | Conroy Price            | Kassai Károly  | Larry Ferguson            |
| 1994 | Bankrabló a feleségem           | Holy Matrimony              | Cooper                  | Beratin Gábor  | Leonard Nimoy             |
| 1995 | A fekete párduc                 | Panther                     | Bobby Seale             |                | Mario Van Peebles         |
| 1995 | Veszélyes kölykök               | Dangerous Minds             | Mr. George Grandey      | Holl Nándor    | John N. Smith             |
| 1995 | Az utolsó vacsora               | The Last Supper             | Luke                    | Vass Gábor     | Stacy Title               |
| 1996 | Kinek a papné                   | The Preacher's Wife         | Henry Biggs tiszteletes | Kálid Artúr    | Penny Marshall            |
| 1999 | Cuki hagyatéka                  | Cookie's Fortune            | Otis Tucker             | Kőszegi Ákos   | Robert Altman             |
| 1999 |                                 | Love and Action in Chicago  | Eddie Jones             |                | Dwayne Johnson-Cochran    |
| 2000 | Űrcowboyok                      | Space Cowboys               | Roger Hines             | Csőre Gábor    | Clint Eastwood            |
| 2002 | D-Tox                           | D-Tox                       | Jones tiszteletes       | Albert Péter   | Jim Gillespie             |
| 2008 | Láncra vert igazság             | Nothing but the Truth       | O'Hara ügynök           | Kapácsy Miklós | Rod Lurie                 |
| 2009 |                                 | Hurricane Season            | Mr. Randolph            |                | Tim Story                 |
| 2010 | Eszeveszett küzdelem            | Extraordinary Measures      | Marcus Temple           | Kardos Róbert  | Tom Vaughan               |
| 2011 | Hasadás                         | The Divide                  | Delvin                  | Kapácsy Miklós | Xavier Gens               |
| 2011 | Végső állomás 5.                | Final Destination 5         | Jim Block ügynök        | Kálid Artúr    | Steven Quale              |
| 2012 | Örömzene                        | Joyful Noise                | Dale lelkész            |                | Todd Graff                |
| 2015 | Terminátor: Genisys             | Terminator Genisys          | Miles Dyson             | Galambos Péter | Alan Taylor               |
| 2016 | Hivatali karácsony              | Office Christmas Party      | Walter                  | Háda János     | Will Speck és Josh Gordon |
| 2017 | A múmia                         | The Mummy                   | Greenway ezredes        | Jakab Csaba    | Alex Kurtzman             |
| 2018 | Kutyák szigete                  | Isle of Dogs                | Narrátor (hangja)       | Simon Kornél   | Wes Anderson              |
| 2018 | Egy fiú hazatér                 | Ben Is Back                 | Neal Burns              | Háda János     | Peter Hedges              |
| 2020 | A fénykép                       | The Photograph              | Louis Morton            |                | Stella Meghie             |
| 2020 | Bor, mámor, barbecue            | Uncorked                    | Louis                   |                | Prentice Penny            |
| 2020 | Project Power: A por ereje      | Project Power               | Crane százados          | Jakab Csaba    | Henry Joost               |
| 2020 | Project Power: A por ereje      | Project Power               | Crane százados          | Jakab Csaba    | Ariel Schulman            |
| 2023 |                                 | Heist 88                    | Jeremy Horne            |                | Menhaj Huda               |
| 2025 | Lilo és Stitch – A csillagkutya | Lilo & Stitch               | Kobra Bubbles           | Bognár Tamás   | Dean Fleischer Camp       |

### Televízió
Tévéfilmek
| Év   | Magyar cím                               | Eredeti cím                               | Szerep                         | Magyar hang    | Rendező             |
| ---- | ---------------------------------------- | ----------------------------------------- | ------------------------------ | -------------- | ------------------- |
| 1983 |                                          | First Affair                              | Férfi hallgató                 |                | Gus Trikonis        |
| 1991 |                                          | The Emperor's New Clothes                 | Írnok (hangja)                 |                | Richard Slapczynski |
| 1992 | Szolgálatban: Utcai harcok               | In the Line of Duty: Street War           | Justice Butler                 |                | Dick Lowry          |
| 1993 |                                          | Percy & Thunder                           | Thunder                        |                | Ivan Dixon          |
| 1994 | Versenyfutás a szabadságba               | Race to Freedom: The Underground Railroad | Thomas                         |                | Don McBrearty       |
| 1995 |                                          | The Piano Lesson                          | Lymon                          |                | Lloyd Richards      |
| 1995 | A 99-es alakulat                         | The Tuskegee Airmen                       | Glenn hadnagy                  | Jakab Csaba    | Robert Markowitz    |
| 1995 | A 99-es alakulat                         | The Tuskegee Airmen                       | Glenn hadnagy                  | Háda János     | Robert Markowitz    |
| 1995 |                                          | The Affair                                | Travis Holloway                |                | Paul Seed           |
| 1996 |                                          | The Boys Next Door                        | Lucien P. Singer               |                | John Erman          |
| 1997 | Tizenkét dühös ember                     | 12 Angry Men                              | Első esküdt                    | Háda János     | William Friedkin    |
| 1998 |                                          | Blind Faith                               | John Williams                  |                | Ernest Dickerson    |
| 1998 | Menekülő ellenségek                      | Ambushed                                  | Jerry Robinson                 | Galambos Péter | Ernest Dickerson    |
| 1998 | Meztelen város – A golyó története       | Naked City: Justice with a Bullet         | James Halloran rendőrtiszt     | Gáspár Sándor  | Jeff Freilich       |
| 1998 | Meztelen város 2. – A karácsonyi gyilkos | Naked City: A Killer Christmas            | James Halloran rendőrtiszt     | Gáspár Sándor  | Peter Bogdanovich   |
| 2002 | Igazságra várva                          | Whitewash: The Clarence Brandley Story    | Clarence Brandley              |                | Tony Bill           |
| 2012 | Hadd soul-jon                            | Let It Shine                              | Jacob DeBarge lelkész          | Háda János     | Paul Hoen           |
| 2017 | Henrietta Lacks örök élete               | The Immortal Life of Henrietta Lacks      | Sir Lord Keenan Kester Cofield |                | George C. Wolfe     |

Sorozatok
| Év        | Magyar cím                                 | Eredeti cím                                       | Szerep                                           | Megjegyzések                               |
| --------- | ------------------------------------------ | ------------------------------------------------- | ------------------------------------------------ | ------------------------------------------ |
| 1989      |                                            | Thirtysomething                                   | Curtis                                           | 1 epizód                                   |
| 1990–1995 | Esküdt ellenségek                          | Law & Order                                       | polgármester asszisztense / Benjamin 'Bud' Greer | 2 epizód                                   |
| 1995      | Kisvárosi rejtélyek                        | Picket Fences                                     | Warren Grier                                     | 2 epizód                                   |
| 1998      | Sírig tartó barátság                       | Any Day Now                                       | Mr. James Jackson                                | 1 epizód                                   |
| 1998      | A Thornberry család                        | The Wild Thornberrys                              | Makai (hangja)                                   | 1 epizód                                   |
| 2000      |                                            | Boston Public                                     | Walter Harrelson                                 | 2 epizód                                   |
| 2001–2006 | Esküdt ellenségek: Bűnös szándék           | Law & Order: Criminal Intent                      | Ron Carver helyettes kerületi ügyész             | 111 epizód                                 |
| 2002–2004 |                                            | American Experience                               | narrátor (hangja) / Dr. Vivien Thomas (hangja)   | 2 epizód                                   |
| 2007      |                                            | State of Mind                                     | William Banks                                    | 3 epizód                                   |
| 2008–2009 | Vészhelyzet                                | ER                                                | Russell Banfield                                 | 8 epizód                                   |
| 2009      | A Pókember legújabb kalandjai              | The Spectacular Spider-Man                        | Roderick Kingsley (hangja)                       | 1 epizód                                   |
| 2009–2010 | FlashForward – A jövő emlékei              | FlashForward                                      | Stanford Wedeck                                  | 22 epizód                                  |
| 2010–2011 | A főnök                                    | The Closer                                        | Tommy Delk rendőrfőnök                           | 3 epizód                                   |
| 2012      | Bosszú                                     | Revenge                                           | Benjamin Brooks                                  | 4 epizód                                   |
| 2013      | Graceland – Ügynökjátszma                  | Graceland                                         | Sam Campbell                                     | 1 epizód                                   |
| 2014      |                                            | Masters of Sex                                    | Dr. Charles Hendricks                            | 3 epizód                                   |
| 2014–2015 | Az elnök árnyékában                        | State of Affairs                                  | Marshall Payton                                  | 8 epizód                                   |
| 2015      | Botrány                                    | Scandal                                           | Clarence Parker                                  | 1 epizód                                   |
| 2016      | American Crime Story: Az O. J. Simpson-ügy | The People v. O. J. Simpson: American Crime Story | Johnnie Cochran                                  | 10 epizód                                  |
| 2020      | Géniusz                                    | Genius                                            | C. L. Franklin                                   | 8 epizód                                   |
| 2020      | Lovecraft Country                          | Lovecraft Country                                 | George Black                                     | - 8 epizód - magyar hangja: - Földes Tamás |
| 2022–2023 |                                            | 61st Street                                       | Franklin Roberts                                 | 16 epizód                                  |
| 2023      | A büszke család: Hangosabb és büszkébb     | The Proud Family: Louder and Prouder              | Merlin Kelly (hangja)                            | 1 epizód                                   |